# Batman: Mysteriet med Batwoman
Batman: Mysteriet med Batwoman (engelska: Batman: Mystery of the Batwoman) är en amerikansk animerad långfilm från 2003, producerad av Warner Bros. Animation. Filmen bygger vidare på den tecknade TV-serien The New Batman Adventures.

## Handling
En ny hjältinna (Batwoman) dyker upp i Gotham City, vars identitet är ett mysterium, även för Batman. Samtidigt måste han stoppa de två skurkarna Pingvinen och Rupert Thorne från att sälja illegala vapen till det fiktiva landet Kasnia, något som Batwoman också vill stoppa. Under handlingens gång börjar Bruce Wayne att dejta en kvinna med namnet Kathy Duquesne, vars far, Carlton Duquesne, är i samröre med Pingvinen och Thorne. Han introduceras snart även till Roxanne "Rocky" Ballantine, en ny anställd på Wayne Tech, och Sonya Alcana, detektiv Bullocks nya partner. Batman misstänker att någon av dessa tre kvinnor är Batwoman. Då Batwoman har korsat skurkarnas planer ett flertal gånger kontaktar Pingvinen Bane och hyr in honom som livvakt. Inte långt efter Banes ankomst visar det sig att det inte bara finns en, utan tre kvinnor som turas om att förklä sig som hjältinnan för att bekämpa brott.

## Rollista

### Engelskspråkiga
- Batman/Bruce Wayne - Kevin Conroy
- Kathleen "Kathy" Duquesne - Kimberly Brooks
- Dr. Roxanne "Rocky" Ballantine - Kelly Ripa
- Detektiv Sonia Alcana - Elisa Gabrielli
- Batwoman - Kyra Sedgwick
- Pingvinen - David Ogden Stiers
- Carlton Duquesne - Kevin Michael Richardson
- Rupert Thorne - John Vernon
- Bane - Héctor Elizondo
- Alfred Pennyworth - Efrem Zimbalist, Jr.
- Tim Drake/Robin - Eli Marienthal
- Barbara Gordon - Tara Strong
- Kommissarie Jim Gordon - Bob Hastings
- Detektiv Harvey Bullock - Robert Costanzo
- Kevin - Tim Dang

### Svenskspråkiga
- Batman/Bruce Wayne - Mattias Knave
- Kathleen "Kathy" Duquesne - Maria Rydberg
- Dr. Roxanne "Rocky" Ballantine - Vicki Benckert
- Detektiv Sonia Alcana - Sharon Dyall
- Batwoman - Annelie Berg
- Pingvinen - Per Sandborgh
- Carlton Duquesne - Peter Sjöquist
- Rupert Thorne - Johan Hedenberg
- Bane - Stephan Karlsén
- Alfred Pennyworth - Andreas Nilsson
- Tim Drake/Robin - Leo Hallerstam
- Barbara Gordon - Charlotte Ardai Jennefors
- Kommissarie Jim Gordon - Per Sandborgh
- Detektiv Harvey Bullock - Johan Wahlström
- Kevin - Joakim Jennefors